# Millencourt-en-Ponthieu
 Millencourt-en-Ponthieu  es una población y comuna francesa, en la región de Picardía, departamento de Somme, en el distrito de Abbeville y cantón de Nouvion. La ciudad forma parte del proyecto marítimo regional parque natural Baie de Somme - Picardie.

## Demografía
La evolución del número de habitantes se conoce a través de los censos de población realizados en la comuna desde 1793. Desde 2006, el INSEE publica anualmente las poblaciones legales de las comunas. El censo se basa ahora en una recopilación anual de información, cubriendo sucesivamente todos los territorios municipales durante un período de cinco años. Para los municipios con menos de 10,000 habitantes, se realiza una encuesta censal de toda la población cada cinco años, las poblaciones legales de los años intermedios se estiman por interpolación o extrapolación. Para el municipio, el primer censo integral en el marco del nuevo sistema se realizó en 2008. En 2016, el municipio tenía 361 habitantes, una disminución del 3,22% en comparación con 2011 (Suma: + 0,27%, Francia excluyendo Mayotte: + 2,44%).
| 287 | 260 | 241 | 309 | 355 | 328 |
| Para los censos de 1962 a 1999 la población legal corresponde a la población sin duplicidades (Fuente: INSEE [Consultar]) |     |     |     |     |     |

## Geografía
El suelo, que consiste en una buena parte de arcilla, no es muy permeable. Capas de marga están presentes. El punto más alto del territorio está en un lugar llamado El Gran Árbol.  

## Historia
El señorío de La Couture ubicado en Millencourt pertenecía a Gerard de Fretel de Vismes, como lo demuestra una confesión de 1388. Desde 1407 hasta finales del siglo XVIII, los Malicornes fueron señores de la aldea. Millencourt es quemado por el duque de Saboya en 15541. Como muchas comunas de Ponthieu, Millencourt fue saqueado y quemado por los españoles en agosto de 16354.

## Cultura local y patrimonio
- La Iglesia de San Martín tiene la peculiaridad de presentar un campanario en forma de torre sobre una base cuadrada. El año 1632 está grabado en una piedra, sobre el portal debajo del campanario. El edificio fue registrado en el inventario suplementario de monumentos históricos por orden del 15 de octubre de 2014

- Capilla Notre-Dame-de-Lourdes.

- La vieja cruz, instalada en la encrucijada, data, según se dice, de la Batalla de Crécy.

- El "Fond de Millencourt", una caminata dada por fácil, 7 km, con una duración estimada de 2:20h.

- El pueblo alberga un museo privado de 10 000 herramientas antiguas acumuladas durante más de cuarenta años por un coleccionista.

## Política y administración
El número de habitantes de la ciudad es de entre 100 y 500, el número de miembros del consejo municipal es de 115. El municipio es miembro de la comunidad de comunas del cantón de Nouvion (CCCN) que ejerce sus habilidades en las siguientes áreas: entretenimiento en el hogar, apoyo en el hogar, talleres de pintura, edificios, cultura, escuela de música, medio ambiente, carreteras, Marpa (hogar de ancianos) y cuidadoras auxiliares maternas.